# Lenguas triquis
El triqui o trique es una macrolengua perteneciente a la familia otomangueana que se habla en el occidente del estado de Oaxaca, México, aunque posee también una comunidad lingüística en varios núcleos urbanos del centro del país y los estados de Sonora y Baja California, en donde los indígenas triquis trabajan en los campos de cultivo.

## El término "triqui"
Las palabras «triqui», «triki», «trique» o «trike» son exónimos con los que se conoce a este grupo indígena y a su lengua, sin embargo, conforme al artículo 16 de la Constitución Política del Estado Libre y Soberano de Oaxaca el nombre oficial de dicho pueblo indígena es «triqui», aunque en otros idiomas se les conoce como «trique». Respecto a la etimología y significado de dicha palabra, es desconocida. Hay, sin embargo, quienes como el presbítero José Antonio Gay en su «Historia de Oaxaca», escribió que se les denominó «triqui» por la repetición constante de consonantes; el señor Wilfrido C. Cruz en su obra «Oaxaca recóndita» anotó que triqui deriva de riquija o nerikiha «abajo» y kuihi «gente» de modo que kuiniriki significa «gente que vino de abajo o debajo», coincidiendo con la común conseja de que los triquis salieron de los pozos profundos de la tierra; el antropólogo César Huerta Ríos describió que es una corrupción lingüística de dri «padre» y qui «grande» o «superior», en consecuencia driqui significa «padre supremo». Los triquis tienen autónimos dependiendo de la variedad lingüística.

## Clasificación
Las lenguas triquis junto con las lenguas mixtecas y el idioma cuicateco, forman parte del grupo lingüístico mixtecano de la gran familia otomangueana.

## Distribución geográfica

### Estatus oficial
Las variedades del triqui junto con todas las lenguas indígenas de México y el español fueron elevadas a "lenguas nacionales" gracias a la Ley General de Derechos Lingüísticos de los Pueblos Indígenas promulgada y publicada en el año 2003.

### Variedades
El Instituto Nacional de Lenguas Indígenas (INALI) reporta que existen cuatro variantes, en tanto que el Ethnologue reporta las primeras tres variantes:
- Triqui de Copala o Xna'ánj nu, hablado por alrededor de 7 628[9]  personas en San Juan Copala y sus diferentes barrios, Oaxaca y San Quintín, Baja California, en este último punto debido a la migración laboral. También es conocido como "triqui baja", aunque en el catálogo realizado por el INALI aparece como "triqui de San Juan Copala".

- Triqui de Itunyoso o Snáhánj nìh, hablado por 2 102[9] personas en el municipio de San Martín Itunyoso (Oaxaca), llamado también como "triqui media".

- Triqui de Chicahuaxtla o Nánj nïnh-ïn, hablado por cerca de 2 957[9] personas en San Andrés Chicahuaxtla (Oaxaca).

- Triqui de Santo Domingo del Estado o Tnánj nình-in, hablado aproximadamente por 1 412[9] personas. Esta variedad se habla en San Isidro del Estado, El Chorrito de Agua y Santo Domingo del Estado. La característica del triqui de Santo Domingo del Estado es que cuenta con dos vocales menos que el triqui de Chicahuaxtla. Tanto esta variante como el de Chicahuaxtla se conocen como "triqui alta" debido a la zona alta en la que están ubicadas.

## Historia
Las lenguas triquis pertenecen al grupo mixtecano y esta a la familia otomangue, cuyo urheimat o «lugar de origen» podría ser el valle de Tehuacán, en el estado de Puebla. Este sitio fue uno de los escenarios de la domesticación del maíz. La presencia milenaria de los pueblos de habla otomangueana en esa región hace probable que ellos hayan sido protagonistas de ese proceso que favoreció la sedentarización de los habitantes del Altiplano y luego influyó en el desarrollo de la civilización mesoamericana. Por su parte, Campbell y Kaufman han propuesto que las lenguas otomangueanas comenzaron a diversificarse alrededor del año 1500 a. C. La dificultad para establecer vínculos más generales entre los ocho grupos de la familia otomangueana obstaculiza la posibilidad de realizar inferencias sobre el desarrollo histórico de este conjunto de lenguas. 
El proto-otomangue ha sido reconstruido por Robert Longacre y Calvin Rensch. El sistema fonológico de la protolengua cuenta con nueve consonantes, cuatro vocales y cuatro tonos. Los grupos consonánticos y los diptongos formados a partir de ese repertorio limitado habrían sido el origen de los fonemas en las protolenguas nacidas a partir del proto-otomangue. Algunos de los cambios más significativos en la diversificación de las consonantes del protomixtecano a partir del proto-otomangue son los siguientes.
| proto-otomangue | **t | **k | **kʷ | **s | **n | **y | **w | **nt | **nk | **nkʷ | **ns | **nn | **ny | **nw |
| protomixtecano  | *t  | *k  |      | *θ  |     | *y  | *w  | *ⁿd  | *ⁿg  | *ⁿgʷ  | *ⁿgʷ |      | *l   | *m   |

Rensch hizo una revisión del trabajo reconstructivo de Longacre. Revisó la probabilidad del repertorio fonológico descrito por este último y descartó algunas de sus propuestas, basado en comparaciones sobre cognados en las lenguas del grupo mixtecano. Después de ese trabajo, propuso una reconstrucción del sistema fonológico protomixtecano. Esta propuesta comprende 16 sonidos consonánticos, cuatro vocales y cuatro tonos.
| Reconstrucción del sistema de consonantes del protomixtecano | Reconstrucción del sistema de consonantes del protomixtecano | Reconstrucción del sistema de consonantes del protomixtecano | Reconstrucción del sistema de consonantes del protomixtecano | Reconstrucción del sistema de consonantes del protomixtecano | Reconstrucción del sistema de consonantes del protomixtecano | Reconstrucción del sistema de consonantes del protomixtecano | Reconstrucción del sistema de consonantes del protomixtecano |
|                                                              | Labial                                                       | Dental                                                       | Alveolar                                                     | Postalveolar                                                 | Palatal                                                      | Velar                                                        | Glotal                                                       |
| ------------------------------------------------------------ | ------------------------------------------------------------ | ------------------------------------------------------------ | ------------------------------------------------------------ | ------------------------------------------------------------ | ------------------------------------------------------------ | ------------------------------------------------------------ | ------------------------------------------------------------ |
| Oclusivas                                                    |                                                              | *t *ⁿd                                                       | *t *ⁿd                                                       | *t *ⁿd                                                       |                                                              | *k *kʷ *ⁿg *ⁿgʷ                                              | *ʔ                                                           |
| Fricativas                                                   |                                                              | *θ                                                           |                                                              |                                                              |                                                              | *x *xʷ                                                       | *h                                                           |
| Aproximantes                                                 |                                                              | *l                                                           | *l                                                           | *l                                                           | *j                                                           | *w                                                           |                                                              |
| Nasales                                                      | *m                                                           | *n                                                           | *n                                                           | *n                                                           |                                                              |                                                              |                                                              |
| Fuente: Rensch (1977): 59.                                   |                                                              |                                                              |                                                              |                                                              |                                                              |                                                              |                                                              |

El protomixtecano se habló alrededor del año 1500 a. C., y de esta lengua se dividieron tres grupos, entre ellos el prototriqui. Es aceptado que el prototriqui se separó del grupo mixtecano poco después de la era común. Esta lengua se fue dividiendo hasta llegar a las cuatro variedades que se hablan actualmente.

## Características
Todas las variedades del triqui son lenguas tonales, y sus sistemas de distinción de tonos es bastante complejo. Algunas descripciones del sistema tónico de San Juan Copala reportan hasta ocho tonos diferentes (Hollenbach, 1984). El sistema de la variedad de Itunyoso posee nueve tonos (Di Canio, 2006), en tanto que las descripciones de la variedad de Chicahuaxtla reportan entre diez tonos (Good, 1979) o dieciséis tonos (Longacre, 1957).
De las tres variantes y una subvariante triquis, la de Copala es la que ha sufrido una mayor pérdida de vocales, en ella las sílabas que no se ubican en el final de una palabra pueden presentar elisión de la vocal en la enunciación. El resultado de esto es que el triqui, como otros idiomas de la familia otomangueana, posee un complicado sistema de conjuntos consonánticos. De tal suerte que, por poner un ejemplo, la palabra /si5.kuj5/ (vaca) en la variedad de Itunyoso es equivalente a la palabra /skuj5/ en la variedad de Copala (el 5 es el tono más alto en una escala de cinco tonos).
La morfología del triqui es interesante por sus complejos procesos fonológicos que han llamado la atención por la presencia de pronombres clíticos al principio y al final de una palabra. Estos pronombres —especialmente los que corresponden a la primera y segunda personas del singular— cambian la forma del tema o alteran el tono.

### Comparación léxica
En seguida se muestran unas palabras en tres variantes. Triqui de Santo Domingo del Estado (T-SDE), triqui de San Martín Itunyoso (T-SMI) y triqui de San Juan Copala (T-SJC). Los números en superíndice expresan tonos, siendo el 1 el más bajo y 5 el más alto en una escala de cinco tonos.
| T-SDE    | T-SMI    | T-SJC     | GLOSA   |
| -------- | -------- | --------- | ------- |
| /ʒi3lu3/ | /ʧi3lu3/ | /ʃluː3/   | "gato"  |
| /ʒu3we3/ | /ʧu3βe3/ | /ʃu3βeː3/ | "perro" |
| /ʒa43/   | /ʧa43/   | /ʧa4/     | "comer" |

Los numerales siguientes muestran las diferencias entre las lenguas triquis y la divergencia entre las mismas:
| GLOSA    | Triki de Copala | Triki de S. Domingo | Triki de Chicahuaxtla | Triki de Itunyoso | PROTO- TRIKI |
| -------- | --------------- | ------------------- | --------------------- | ----------------- | ------------ |
| 'uno'    | ʔɔ²             | ʔŋɡoh¹³             | ʔŋɡoh²³               | ŋɡoh¹³            | *ʔŋɡoh¹³     |
| 'dos'    | βih¹            | wːi¹³               | wːi¹³                 | βːi¹³             | *wːih¹³      |
| 'tres'   | waʔnũh¹         | waʔ¹nĩ³             | waʔ¹nɨ̃³               | βaʔ¹ni³           | *waʔ¹nɨ̃³     |
| 'cuatro' | kɜ̃ʔɜ̃h¹³         | ɡãʔ¹ã³              | ɡãʔ¹ã³                | kə̃ʔ¹ə̃³            | *kə̃ʔ¹ə̃³      |
| 'cinco'  | ʔũʔ¹, ũʔũʔ¹     | ũʔ¹ũh³              | ũʔ¹ũh³                | ũʔ¹ũh³            | *ũʔ¹-        |
| 'seis'   | watɜ̃ʔ¹          | wa¹tãh³             | wa¹tãh³               | βaʰ¹tə̃h³          | *wa¹tə̃h³     |
| 'siete'  | ʧih²            | ʧih²                | ʧih²                  | ʧːih²             | *ʧ(ː)ih²     |
| 'ocho'   | tũh²            | tĩh²                | tɨ̃h²                  | tːũh²             | *tɨ̃h²        |
| 'nueve'  | ũː²             | ʔĩ²                 | ʔɨ̃²                   | ũ²                | *ʔɨ̃²         |
| 'diez'   | ʧiʔ²            | ʧiʔ²                | ʧiʔ²                  | ʧːiʔ²             | *ʧ(ː)iʔ²     |